# Betliar
Betliar – wieś (obec) na Słowacji w zachodniej części kraju koszyckiego, w powiecie Rożniawa.

## Położenie
Leży na wysokości ok. 340 m n.p.m. w północnej części Kotliny Rożniawskiej, u podnóży Rudaw Spiskich (a konkretnie: Gór Wołowskich). Znajduje się w dolinie rzeki Slanej, jednak większość zwartej zabudowy wsi rozłożona jest wzdłuż jej lewobrzeżnego dopływu, jakim jest Betliarsky potok.

## Historia
Istniał już w XIII w. jako osada górników, poszukujących cennych kruszców w okolicznych górach. Pierwsze wzmianki o miejscowości pochodzą z roku 1330. W kolejnych wiekach została ona dosiedlona przez osadników wołoskich. W wiekach XVIII-XIX w okolicy rozwinęło się górnictwo rud żelaza, a w samej wsi hutnictwo i przetwórstwo żelaza. Należała ona wówczas do możnego rodu szlacheckiego Andrássych, właścicieli zamku w niedalekiej Krásnej Hôrce.

## Demografia
Według danych z dnia 31 grudnia 2012, wieś zamieszkiwało 940 osób, w tym 466 kobiet i 474 mężczyzn.
W 2001 roku rozkład populacji względem narodowości i przynależności etnicznej wyglądał następująco:
- Słowacy – 94,96%
- Czesi – 0,59%
- Niemcy – 0,4%
- Romowie – 0,79%
- Rusini – 0,1%
- Ukraińcy – 0,4%
- Węgrzy – 1,68%

Ze względu na wyznawaną religię struktura mieszkańców kształtowała się w 2001 roku następująco:
- Katolicy rzymscy – 32,31%
- Ewangelicy – 41,9%
- Prawosławni – 0,4%
- Ateiści – 19,37%
- Nie podano – 3,66%

## Zabytki
- Pałac Andrássych (słow. Kaštieľ v Betliari, Kaštieľ Andrášiovcov v Betliari) - pałac rodziny Andrássych z początku XVIII w., otoczony rozległym parkiem w stylu angielskim, obecnie muzeum;
- Kościół p.w. św. Elżbiety - rzymskokatolicki, murowany, pierwotnie gotycki z XIV w.;
- Kościół ewangelicki - tzw. tolerancyjny z 1794 r.